# Magisteri Teatre - Mag Poesia
Magisteri Teatre - Mag Poesia fou un grup de teatre universitari de les Illes Balears. S'originà com un projecte acadèmic liderat pel doctor Antoni Artigues i Bonet (1950-2018) des del 1977 impartí magisteri a la Universitat de les Illes Balears, on des del 1986 fou catedràtic d’escola universitària. Subdirector de l’Escola de Magisteri (1986-88), fou també professor del Departament de Filologia Catalana i Lingüística General de la Universitat de les Illes Balears (UIB), investigador del Grup de Recerca en Art i Educació i secretari del Laboratori de Música i Art. El projecte fou iniciat el 1992 i tenia per objectiu apropar els autors més destacats de la literatura catalana o autors universals en versió catalana, preferentment poetes, tant als mestres com als estudiants. Els actors eren estudiants de Magisteri i hi col·laboraren professors com Gabriel Oliver «Majoral», Maria A. Font, Baltasar Bibiloni, l’escenògraf Jaume Falconer, Toni de Cúber, Carles Rebassa, etc. El 2017 aquest projecte fou guardonat amb el premi Emili darder, dels premis 31 de Desembre, atorgats per l'Obra Cultural Balear (OCB).